# Hundert Familiennamen
Hundert Familiennamen (chinesisch 百家姓, Pinyin Bǎijiāxìng, Jyutping Baak3gaa1sing3) ist der Titel eines klassischen chinesischen Texts, der im alten China gebräuchliche chinesische Nachnamen aufführt. Das Buch wurde in der frühen Song-Dynastie verfasst. Es enthielt ursprünglich 411 Nachnamen, wurde aber später auf 504 erweitert. Davon bestehen 444 Nachnamen aus nur einem Schriftzeichen und 60 Nachnamen aus zwei (zusammengesetzten) Schriftzeichen (Komposita). Ungefähr 800 Namen wurden aus den ursprünglichen abgeleitet.
Das Werk ist als Reimgedicht angelegt mit jeweils 8 Schriftzeichen in einer Zeile.
Familiennamen sind nicht nach ihrer Popularität angeordnet. Die ersten vier Familiennamen sind vermutlich die Namen der wichtigsten Familien des Reiches in jener Zeit:
- 1. Zhao (趙) ist der Familienname der Herrscher der Song-Dynastie.
- 2. Qian (錢) ist der Familienname der Herrscher von Wuyue.
- 3. Sun (孫) ist der Familienname der Herrscher von Wuyue.
- 4. Li (李) ist der Familienname der Herrscher der Tang-Dynastie und Spätere Tang-Dynastie.

## Familiennamen im BuchHundert Familiennamen
| 趙 錢 孫 李                | 周 吳 鄭 王 | 馮 陳 褚 衛 | 蔣 沈 韓 楊 |
| 朱 秦 尤 許                | 何 呂 施 張 | 孔 曹 嚴 華 | 金 魏 陶 姜 |
| 戚 謝 鄒 喻                | 柏 水 竇 章 | 雲 蘇 潘 葛 | 奚 范 彭 郎 |
| 魯 韋 昌 馬                | 苗 鳳 花 方 | 俞 任 袁 柳 | 酆 鮑 史 唐 |
| 費 廉 岑 薛                | 雷 賀 倪 湯 | 滕 殷 羅 畢 | 郝 鄔 安 常 |
| 樂 于 時 傅                | 皮 卞 齊 康 | 伍 余 元 卜 | 顧 孟 平 黃 |
| 和 穆 蕭 尹                | 姚 邵 湛 汪 | 祁 毛 禹 狄 | 米 貝 明 臧 |
| 計 伏 成 戴                | 談 宋 茅 龐 | 熊 紀 舒 屈 | 項 祝 董 梁 |
| 杜 阮 藍 閔                | 席 季 麻 強 | 賈 路 婁 危 | 江 童 顏 郭 |
| 梅 盛 林 刁                | 鍾 徐 邱 駱 | 高 夏 蔡 田 | 樊 胡 凌 霍 |
| 虞 萬 支 柯                | 昝 管 盧 莫 | 經 房 裘 繆 | 干 解 應 宗 |
| 丁 宣 賁 鄧                | 郁 單 杭 洪 | 包 諸 左 石 | 崔 吉 鈕 龔 |
| 程 嵇 刑 滑                | 裴 陸 榮 翁 | 荀 羊 於 惠 | 甄 麴 家 封 |
| 芮 羿 儲 靳                | 汲 邴 糜 松 | 井 段 富 巫 | 烏 焦 巴 弓 |
| 牧 隗 山 谷                | 車 侯 宓 蓬 | 全 郗 班 仰 | 秋 仲 伊 宮 |
| 寧 仇 欒 暴                | 甘 鈄 厲 戎 | 祖 武 符 劉 | 景 詹 束 龍 |
| 葉 幸 司 韶                | 郜 黎 薊 薄 | 印 宿 白 懷 | 蒲 邰 從 鄂 |
| 索 咸 籍 賴                | 卓 藺 屠 蒙 | 池 喬 陰 郁 | 胥 能 蒼 雙 |
| 聞 莘 黨 翟                | 譚 貢 勞 逄 | 姬 申 扶 堵 | 冉 宰 酈 雍 |
| 郤 璩 桑 桂                | 濮 牛 壽 通 | 邊 扈 燕 冀 | 郟 浦 尚 農 |
| 溫 別 莊 晏                | 柴 瞿 閻 充 | 慕 連 茹 習 | 宦 艾 魚 容 |
| 向 古 易 慎                | 戈 廖 庾 終 | 暨 居 衡 步 | 都 耿 滿 弘 |
| 匡 國 文 寇                | 廣 祿 闕 東 | 歐 殳 沃 利 | 蔚 越 夔 隆 |
| 師 鞏 厙 聶                | 晁 勾 敖 融 | 冷 訾 辛 闞 | 那 簡 饒 空 |
| 曾 毋 沙 乜                | 養 鞠 須 豐 | 巢 關 蒯 相 | 查 后 荊 紅 |
| 游 竺 權 逯                | 蓋 益 桓 公 | 万俟 司馬   | 上官 歐陽   |
| 夏侯 諸葛                  | 聞人 東方   | 赫連 皇甫   | 尉遲 公羊   |
| 澹臺 公冶                  | 宗政 濮陽   | 淳于 單于   | 太叔 申屠   |
| 公孫 仲孫                  | 軒轅 令狐   | 鐘離 宇文   | 長孫 慕容   |
| 鮮于 閭丘                  | 司徒 司空   | 亓官 司寇   | 仉 督 子車  |
| 顓孫 端木                  | 巫馬 公西   | 漆雕 樂正   | 壤駟 公良   |
| 拓拔 夾谷                  | 宰父 穀梁   | 晉 楚 閆 法 | 汝 鄢 涂 欽 |
| 段干 百里                  | 東郭 南門   | 呼延 歸 海  | 羊舌 微生   |
| 岳 帥 緱 亢                | 況 後 有 琴 | 梁丘 左丘   | 東門 西門   |
| 商 牟 佘 佴                | 伯 賞 南宮  | 墨 哈 譙 笪 | 年 愛 陽 佟 |
| 第五 言 福                 |             |             |             |
| 百家姓終, Bǎijiāxìng zhōng |             |             |             |

## Alphabetischer Index
- 愛 Ai
- 艾 Ai
- 安 An
- 敖 Ao
- 巴 Ba
- 柏 Bai
- 白 Bai
- 百里 Baili
- 班 Ban
- 包 Bao
- 暴 Bao
- 鮑 Bao
- 貝 Bei
- 賁 Ben
- 畢 Bi
- 卞 Bian
- 邊 Bian
- 別 Bie
- 邴 Bing
- 薄 Bo
- 伯 Bo
- 卜 Bu
- 步 Bu
- 蔡 Cai
- 蒼 Cang
- 曹 Cao
- 岑 Cen
- 柴 Chai
- 常 Chang
- 昌 Chang
- 單于 Chanyu
- 巢 Chao
- 晁 Chao
- 車 Che
- 陳 Chen
- 成 Cheng
- 程 Cheng
- 池 Chi
- 充 Chong
- 儲 Chu
- 楚 Chu
- 褚 Chu
- 淳于 Chunyu
- 從 Cong
- 崔 Cui
- 笪 Da
- 戴 Dai
- 黨 Dang
- 鄧 Deng
- 狄 Di
- 刁 Diao
- 丁 Ding
- 第五 Diwu
- 董 Dong
- 東 Dong
- 東方 Dongfang
- 東郭 Dongguo
- 東門 Dongmen
- 竇 Dou
- 堵 Du
- 杜 Du
- 督 Du
- 都 Du
- 段 Duan
- 段干 Duangan
- 端木 Duanmu
- 鄂 E
- 法 Fa
- 樊 Fan
- 范 Fan
- 房 Fang
- 方 Fang
- 費 Fei
- 馮 Feng
- 封 Feng
- 豐 Feng
- 酆 Feng
- 鳳 Feng
- 伏 Fu
- 傅 Fu
- 富 Fu
- 扶 Fu
- 福 Fu
- 符 Fu
- 干 Gan
- 甘 Gan
- 郜 Gao
- 高 Gao
- 戈 Ge
- 葛 Ge
- 蓋 Ge
- 耿 Geng
- 公 Gong
- 宮 Gong
- 弓 Gong
- 貢 Gong
- 鞏 Gong
- 龔 Gong
- 公良 Gongliang
- 公孫 Gongsun
- 公西 Gongxi
- 公羊 Gongyang
- 公冶 Gongye
- 勾 Gou
- 緱 Gou
- 古 Gu
- 谷 Gu
- 顧 Gu
- 管 Guan
- 關 Guan
- 廣 Guang
- 桂 Gui
- 歸 Gui
- 穀梁 Guliang
- 國 Guo
- 郭 Guo
- 哈 Ha
- 海 Hai
- 韓 Han
- 杭 Hang
- 郝 Hao
- 何 He
- 和 He
- 賀 He
- 赫連 Helian
- 衡 Heng
- 弘 Hong
- 洪 Hong
- 紅 Hong
- 侯 Hou
- 后 Hou
- 後 Hou
- 扈 Hu
- 胡 Hu
- 滑 Hua
- 花 Hua
- 華 Hua
- 懷 Huai
- 宦 Huan
- 桓 Huan
- 黃 Huang
- 皇甫 Huangfu
- 惠 Hui
- 霍 Huo
- 呼延 Huyan
- 姬 Ji
- 冀 Ji
- 吉 Ji
- 季 Ji
- 嵇 Ji
- 暨 Ji
- 汲 Ji
- 籍 Ji
- 紀 Ji
- 薊 Ji
- 計 Ji
- 家 Jia
- 賈 Jia
- 郟 Jia
- 夾谷 Jiagu
- 簡 Jian
- 姜 Jiang
- 江 Jiang
- 蔣 Jiang
- 焦 Jiao
- 晉 Jin
- 金 Jin
- 靳 Jin
- 井 Jing
- 景 Jing
- 經 Jing
- 荊 Jing
- 居 Ju
- 鞠 Ju
- 闞 Kan
- 亢 Kang
- 康 Kang
- 柯 Ke
- 孔 Kong
- 空 Kong
- 寇 Kou
- 蒯 Kuai
- 匡 Kuang
- 況 Kuang
- 夔 Kui
- 隗 Kui
- 賴 Lai
- 藍 Lan
- 郎 Lang
- 勞 Lao
- 雷 Lei
- 冷 Leng
- 厲 Li
- 酈 Li
- 利 Li
- 李 Li
- 黎 Li
- 廉 Lian
- 連 Lian
- 梁 Liang
- 梁丘 Liangqiu
- 廖 Liao
- 林 Lin
- 藺 Lin
- 凌 Ling
- 令狐 Linghu
- 劉 Liu
- 柳 Liu
- 隆 Long
- 龍 Long
- 婁 Lou
- 呂 Lü
- 盧 Lu
- 祿 Lu
- 路 Lu
- 逯 Lu
- 陸 Lu
- 魯 Lu
- 欒 Luan
- 羅 Luo
- 駱 Luo
- 閭丘 Lüqiu
- 馬 Ma
- 麻 Ma
- 滿 Man
- 毛 Mao
- 茅 Mao
- 梅 Mei
- 孟 Meng
- 蒙 Meng
- 宓 Mi
- 米 Mi
- 糜 Mi
- 繆 Miao
- 苗 Miao
- 閔 Min
- 明 Ming
- 墨 Mo
- 莫 Mo
- 万俟 Moqi
- 牟 Mou
- 慕 Mu
- 牧 Mu
- 穆 Mu
- 慕容 Murong
- 那 Na
- 佴 Nai
- 能 Nai
- 南宮 Nangong
- 南門 Nanmen
- 倪 Ní
- 年 Nian
- 乜 Nie
- 聶 Nie
- 寧 Ning
- 牛 Niu
- 鈕 Niu
- 農 Nong
- 歐 Ou
- 歐陽 Ouyang
- 潘 Pan
- 逄 Pang
- 龐 Pang
- 裴 Pei
- 彭 Peng
- 蓬 Peng
- 皮 Pi
- 平 Ping
- 浦 Pu
- 濮 Pu
- 蒲 Pu
- 濮陽 Puyang
- 戚 Qi
- 祁 Qi
- 齊 Qi
- 錢 Qian
- 強 Qiang
- 喬 Qiao
- 譙 Qiao
- 漆雕 Qidiao
- 亓官 Qiguan
- 欽 Qin
- 琴 Qin
- 秦 Qin
- 仇 Qiu
- 秋 Qiu
- 裘 Qiu
- 邱 Qiu
- 屈 Qu
- 璩 Qu
- 瞿 Qu
- 麴 Qu
- 全 Quan
- 權 Quan
- 闕 Que
- 冉 Ran
- 壤駟 Rangsi
- 饒 Rao
- 任 Ren
- 容 Rong
- 戎 Rong
- 榮 Rong
- 融 Rong
- 汝 Ru
- 茹 Ru
- 阮 Ruan
- 芮 Rui
- 桑 Sang
- 沙 Sha
- 單 Shan
- 山 Shan
- 商 Shang
- 尚 Shang
- 賞 Shang
- 上官 Shangguan
- 韶 Shao
- 邵 Shao
- 佘 She
- 厙 She
- 慎 Shen
- 沈 Shen
- 申 Shen
- 莘 Shen
- 盛 Sheng
- 申屠 Shentu
- 史 Shi
- 師 Shi
- 施 Shi
- 時 Shi
- 石 Shi
- 壽 Shou
- 束 Shu
- 殳 Shu
- 舒 Shu
- 帥 Shuai
- 雙 Shuang
- 水 Shui
- 司 Si
- 司空 Sikong
- 司寇 Sikou
- 司馬 Sima
- 司徒 Situ
- 宋 Song
- 松 Song
- 宿 Su
- 蘇 Su
- 孫 Sun
- 索 Suo
- 邰 Tai
- 太叔 Taishu
- 談 Tan
- 譚 Tan
- 唐 Tang
- 湯 Tang
- 澹臺 Tantai
- 陶 Tao
- 滕 Teng
- 田 Tian
- 佟 Tong
- 童 Tong
- 通 Tong
- 鈄 Tou
- 屠 Tu
- 涂 Tu
- 拓拔 Tuoba
- 萬 Wan
- 汪 Wang
- 王 Wang
- 危 Wei
- 衛 Wei
- 韋 Wei
- 魏 Wei
- 微生 Weisheng
- 溫 Wen
- 聞 Wen
- 文 Wen
- 翁 Weng
- 聞人 Wenren
- 沃 Wo
- 伍 Wu
- 吳 Wu
- 巫 Wu
- 武 Wu
- 毋 Wu
- 烏 Wu
- 鄔 Wu
- 巫馬 Wuma
- 奚 Xi
- 席 Xi
- 習 Xi
- 郗 Xi
- 郤 Xi
- 夏 Xia
- 夏侯 Xiahou
- 咸 Xian
- 向 Xiang
- 相 Xiang
- 項 Xiang
- 鮮于 Xianyu
- 蕭 Xiao
- 謝 Xie
- 解 Xie
- 西門 Ximen
- 辛 Xin
- 刑 Xing
- 幸 Xing
- 熊 Xiong
- 徐 Xu
- 胥 Xu
- 許 Xu
- 須 Xu
- 宣 Xuan
- 軒轅 Xuanyuan
- 薛 Xue
- 荀 Xun
- 嚴 Yan
- 晏 Yan
- 燕 Yan
- 言 Yan
- 鄢 Yan
- 閆 Yan
- 閻 Yan
- 顏 Yan
- 楊 Yang
- 仰 Yang
- 羊 Yang
- 陽 Yang
- 養 Yang
- 羊舌 Yangshe
- 姚 Yao
- 葉 Ye
- 羿 Yi
- 伊 Yi
- 易 Yi
- 益 Yi
- 尹 Yin
- 殷 Yin
- 印 Yin
- 陰 Yin
- 應 Yīng
- 雍 Yong
- 尤 You
- 有 You
- 游 You
- 俞 Yu
- 喻 Yu
- 庾 Yu
- 於 Yu
- 禹 Yu
- 蔚 Yu
- 虞 Yu
- 郁 Yu
- 郁 Yu
- 魚 Yu
- 于 Yu
- 余 Yu
- 元 Yuan
- 袁 Yuan
- 尉遲 Yuchi
- 岳 Yue
- 樂 Yue
- 越 Yue
- 樂正 Yuezheng
- 雲 Yun
- 宇文 Yuwen
- 宰 Zai
- 宰父 Zaifu
- 昝 Zan
- 臧 Zang
- 曾 Zeng
- 查 Zha
- 翟 Zhai
- 湛 Zhan
- 詹 Zhan
- 仉 Zhang
- 張 Zhang
- 章 Zhang
- 長孫 Zhangsun
- 趙 Zhao
- 甄 Zhen
- 鄭 Zheng
- 支 Zhi
- 終 Zhong
- 鍾 Zhong
- 仲 Zhong
- 鐘離 Zhongli
- 仲孫 Zhongsun
- 周 Zhou
- 朱 Zhu
- 祝 Zhu
- 竺 Zhu
- 諸 Zhu
- 莊 Zhuang
- 顓孫 Zhuansun
- 諸葛 Zhuge
- 卓 Zhuo
- 訾 Zi
- 子車 Ziju
- 宗 Zong
- 宗政 Zongzheng
- 鄒 Zou
- 祖 Zu
- 左 Zuo
- 左丘 Zuoqiu